# エムアールエー
MRAエムアールエー（MRA-Klement GmbH ）は、ドイツバーデン ヴュルテンベルグ州テニンゲンに本社を置く、モーターサイクル向けのシールドスクリーンの開発、製造、販売を手がけるメーカーである。社名の由来のMRAは、Motorcycle Racing Accessories(モーターサイクル レーシング アクセサリーズ)のそれぞれの単語の頭文字を取ったものからである。

## 沿革
1981年設立。きっかけは現CEOの兄のヨハネス・クレメント氏と弟のゲルハルト・クレメント氏の2人で、兄のヨハネス氏がライダー、ゲルハルト氏がメカニックというコンビで欧州やドイツの世界選手権のモーターサイクルレースに出場していた事がきっかけである。彼らは自らがレースに出場する為にウインドスクリーンやフェアリングやレーシングシート等の外装パーツの開発と製造を行っており、それらの販売を始めたことがMRA社の創立のきっかけとなった。
1990年代は、500ccクラスの最高峰のロードレース世界選手権の出場チーム、出場ライダーはじめ世界の多くのレーシングシーンに積極的にシールドスクリーンのサポートや提供を行い、その性能によって多くの勝利に寄与し、世界中のモーターサイクル愛好家に広く知れ渡るパーツメーカーとなった。また、レースシーンが最高の技術の検証場所であるという企業理念と、起業のきっかけと情熱がレースに根差すところというところから、現在でもmotoGP(ロードレース世界選手権)やスーパーバイク世界選手権等、様々なレースのチームやライダーのサポート活動を継続している。

## 主なユーザー（過去に使用した人も含む）

### 二輪車レース
- マックス・ビアッジ
- ロリス・カピロッシ
- アレックス・バロス
- カルロス・チェカ
- アンドリュー・ピット
- ゲイリー・マッコイ
- ラルフ・ワルドマン
- 上田昇
- ステファン・ブラドル
- ジョナサン・レイ
- アレックス・エスパルガロ
- ミカ・カリオ
- ケナン・ソフォーグル
- トム・サイクス
- マルコ・メランドリ
- 佐々木歩夢
- ファビオ・クアルタラロ
- フランコ・モルビデリ
- トム・ルッキ
- アレックス・マルケス
- ジョアン・ミア
- 高橋巧